# Altica amoena
Altica amoena är en skalbaggsart som beskrevs av Horn 1889. Altica amoena ingår i släktet Altica och familjen bladbaggar. Inga underarter finns listade i Catalogue of Life.